# ㅘ
ㅘ(와)는 한글의 모음 중 하나로 ㅗ와 ㅏ가 합쳐진 것이다. IPA로는 [wɐ]이다. 한국어의 모음 조화에 따라 [wɐ] 발음은 같은 양성모음인 ㅗ가 양성모음인 ㅏ 앞에 붙게 된다.
| 자명 | 와                                                                              |
| 발음 | 어두 : [ wɐ ], 어중 : [ ʷɐ ]（표준어） 어두 : [ wɐ ], 어중 : [ ɐ ]（동남 방언） |

## 코드값
| 종류                  | 글자 | 유니코드 | HTML     |
| --------------------- | ---- | -------- | -------- |
| 한글 호환 자모 영역   | ㅘ   | U+3158   | &#12632; |
| 한글 자모 영역        | ᅟᅪ   | U+116A   | &#4458;  |
| 한양 사용자 정의 영역 |   | U+F81C   | &#63516; |
| 반각                  | ￍ    | U+FFCD   | &#65485; |